# 샌디에이고 매리너스
| 샌디에이고 매리너스 | |
| 디비전              | 웨스트 디비전 (1974년~1977년)                                                                                      |
| 설립연도            | 1974년 |
| 해체연도            | 1977년 |
| 역사                | 뉴욕 레이더스 (1972년~1973년) 뉴욕 골든 블레이즈 (1973년) 저지 나이츠 (1973년) 샌디에이고 매리너스 (1974년~1977년) |
| 경기장              | 샌디에이고 스포츠 아레나                                                                                           |
| 연고지              | 캘리포니아주 샌디에이고                                                                                            |
| 상징색              | 오렌지, 파랑 |
| 구단주              | - |
| 단장                | - |
| 감독                | - |
| 애브코 월드 트로피  | - |
| 시즌 우승           | - |
| 디비전 우승         | |
| 영구 결번           | - |

샌디에이고 매리너스(San Diego Mariners)는 1974년부터 1977년까지 캘리포니아주 샌디에이고를 연고지로 하는 WHA 소속 아이스 하키팀이다.

## 역대 홈경기장
| 경기장                   | 사용기간      | 수용인원 | 장소                    | 비고 |
| ------------------------ | ------------- | -------- | ----------------------- | ---- |
| 샌디에이고 매리너스      |               |          |                         |      |
| 샌디에이고 스포츠 아레나 | 1974년~1977년 | 12,920명 | 캘리포니아주 샌디에이고 | 빈칸 |